# Governo Ansip III
Il Governo Ansip III (in estone: Andrus Ansipi kolmas valitsus) è stato il terzo governo dell'Estonia presieduto dal liberale Andrus Ansip. Il governo Ansip III è stato in carica dal 5 aprile 2011 al 26 marzo 2014. Si è formato a seguito delle elezioni parlamentari del 2011, per la dodicesima legislatura del Parlamento estone o Riigikogu.
Si tratta del 46º governo della Repubblica dell'Estonia, dalla sua dichiarazione di indipendenza, avvenuta nel 1918.
La sede del Governo dell'Estonia è Casa Stenbock, palazzo sulla collina di Toompea.

## Coalizione
Il governo era formato da una coalizione di centro-destra tra Partito Riformatore Estone di Ansip e il partito Unione Patria e Res Publica, che uniti disponevano della maggioranza di 56 deputati su 101 al Riigikogu.

## Situazione parlamentare
| Camera    | Collocazione | Partiti           | Seggi    |
| --------- | ------------ | ----------------- | -------- |
| Riigikogu | Maggioranza  | ER (33), IRL (23) | 56 / 101 |
| Riigikogu | Opposizione  | K (26),SDE (19)   | 45 / 101 |

## Ministri
La composizione ministeriale era formata come segue:
| Funzioni                                              | Titolare | Titolare                                                              | Partito |
| ----------------------------------------------------- | -------- | --------------------------------------------------------------------- | ------- |
| Primo Ministro - Peaminister                          |          | Andrus Ansip                                                          | ER      |
| Ministro dell'Educazione e della Ricerca              |          | Jaak Aaviksoo                                                         | IRL     |
| Ministro della Giustizia                              |          | Kristen Michal (fino al 10 dicembre 2012) Hanno Pevkur                | ER      |
| Ministro della Difesa                                 |          | Mart Laar (fino al 6 maggio 2012) Urmas Reinsalu (dal 14 maggio 2012) | IRL     |
| Ministro dell'Ambiente                                |          | Keit Pentus                                                           | ER      |
| Ministro della Cultura                                |          | Rein Lang (fino al 4 dicembre 2013) Urve Tiidus                       | ER      |
| Ministro degli Affari Economici e delle Comunicazioni |          | Juhan Parts                                                           | IRL     |
| Ministro dell'Agricoltura                             |          | Helir-Valdor Seeder                                                   | IRL     |
| Ministro delle Finanze                                |          | Jürgen Ligi                                                           | ER      |
| Ministro degli Affari Regionali e Contee              |          | Siim-Valmar Kiisler                                                   | IRL     |
| Ministro dell'Interno                                 |          | Ken-Marti Vaher                                                       | IRL     |
| Ministro degli Affari Sociali                         |          | Hanno Pevkur (fino all'11 dicembre 2012) Taavi Rõivas                 | ER      |
| Ministro degli Esteri                                 |          | Urmas Paet                                                            | ER      |